# Lợn giống Guinea

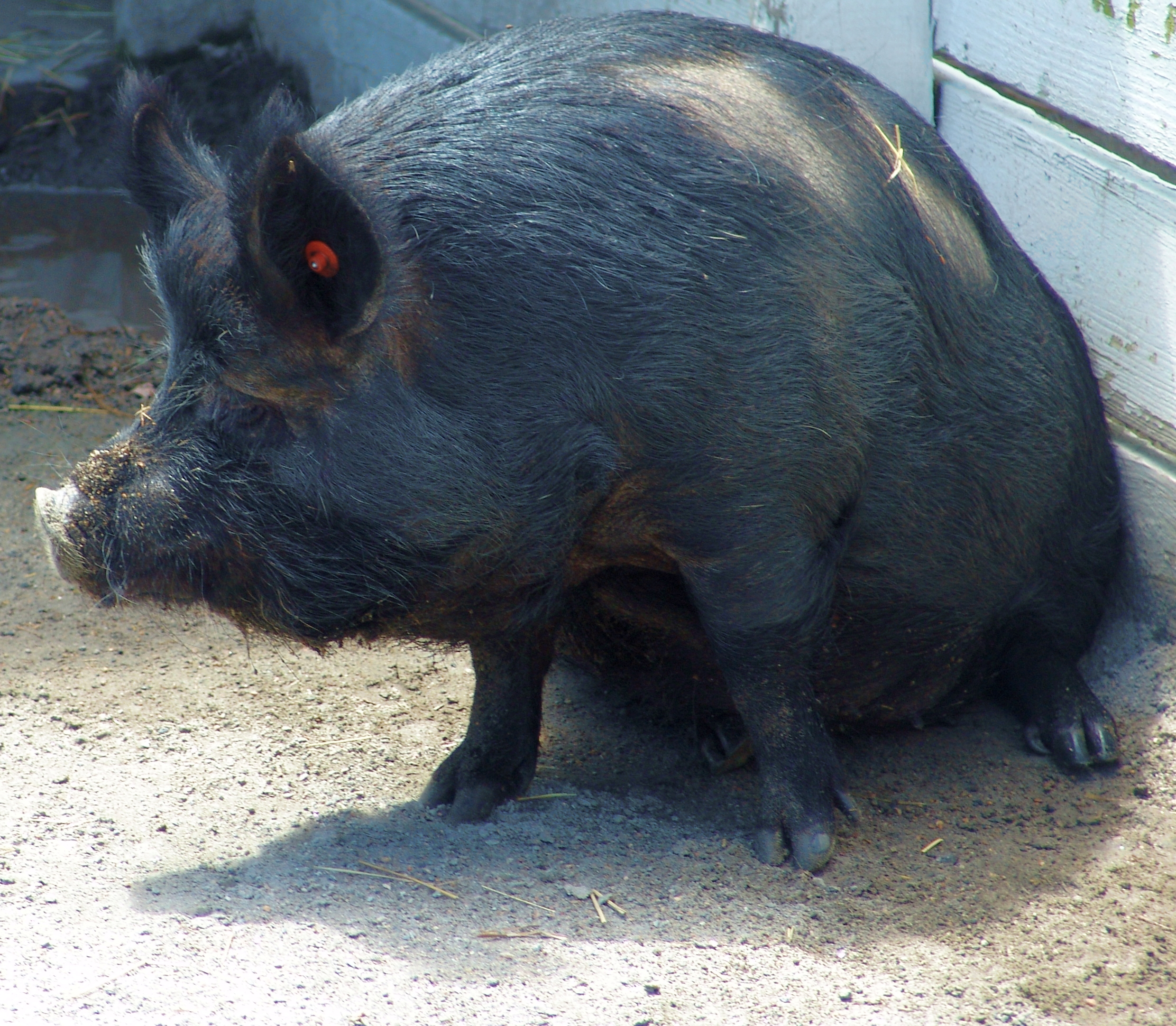
Một con lợn Guinea Mỹ

Lợn Guinea hay còn được gọi là lợn gỗ thông Guinea, lợn rừng Guinea, lợn ăn sồi là một giống lợn có nguồn gốc ở Hoa Kỳ. Mặc dù tên của nó có nhắc đến Guinea, nhưng giống lợn không phải có nguồn gốc từ đất nước Guinea, mặc dù nguồn gốc nền được cho là có liên quan nhất định đến nguồn gốc từ Tây Phi. Những con lợn Guinea được xếp vào là một giống hiếm với một bộ lông đen, cơ thể cứng cáp, đuôi xoắn và tai dựng đứng. Cần phân biệt giữa giống lợn này với lợn guinea là một loài chuột lang nhà.

## Đặc điểm
Heo Guinea là giống lợn tương đối nhỏ so với tầm vóc của các giống hiện đại với thân hình tròn lẳn; chúng cân nặng dưới 200 pound và khi xẻ thịt sẽ cho ra từ 50 đến 100 cân thịt (thịt xẻ) và chất béo (thịt mỡ). Chúng rất phù hợp với điều kiện chăn nuôi thả vườn, chăn nuôi ở nông trại như những con vật chạy tự do nhưng cũng có thể được nuôi ở nhà lồng heo trong một trang trại và được cho là khá thích nghi với thời tiết nóng nực. Những con lợn Guinea không được sử dụng cho nuôi thương phẩm (chăn nuôi lợn công nghiệp) do kích thước nhỏ và hàm lượng mỡ cao. Có hai loại lợn Guinea ở Bắc Mỹ, heo chuột Guinea nhỏ và xương hông lớn, loại có chân dài hơn. Ngoài ra còn có một loại lợn Guinea ở Nam Mỹ.

## Lịch sử

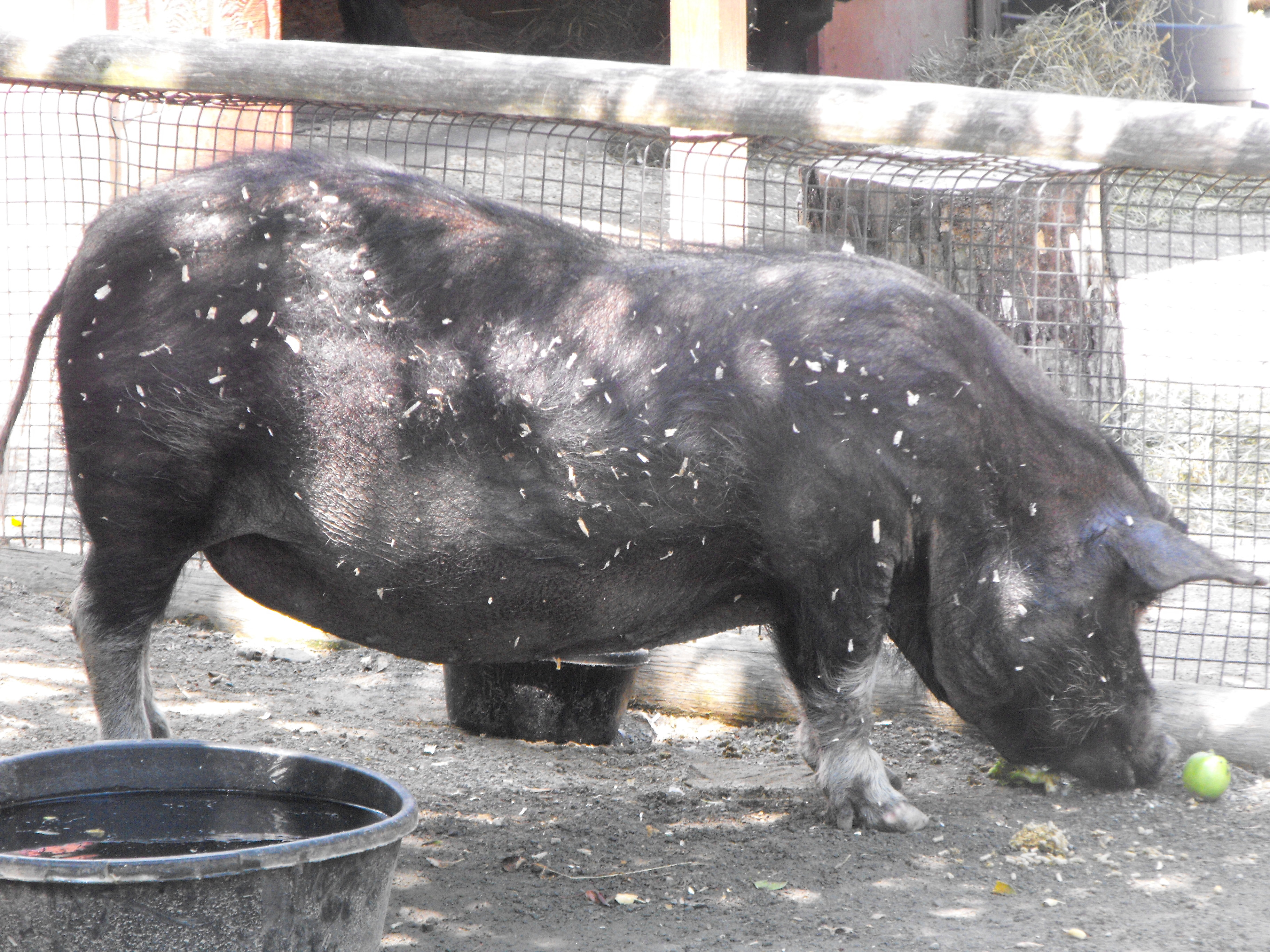
Lợn Guinea

Tên gọi của giống lợn này xuất phát từ nguồn gốc của một con heo rừng Guinea trên bờ biển Guinea của Tây Phi. Con heo Guinea châu Phi thật sự là một giống lớn, đỏ với tai thẳng, lông dài và đuôi dài, cho thấy ảnh hưởng di truyền của con heo Nigeria hoặc heo Ashanti. Chúng đã được mang về Mỹ trên các con tàu vũ trang chuyên chở nô lệ. Khoảng năm 1804, Thomas Jefferson mua một số con lợn này, đã đến từ châu Phi qua Quần đảo Canaria. Các chủng gốc, mặc dù về cơ bản là có ngoại hình màu đen, cũng có một chút màu đỏ và do đó được gọi là "Guinea đỏ"; chủng này trở nên nổi tiếng vào đầu thế kỷ XIX thì đã tuyệt chủng.
Sau đó chúng được lai với các giống khác, bao gồm lợn Anh Appalachian, lợn Essex, và lợn lùn Tây châu Phi. Loài mới này, con heo Guinea của Mỹ vẫn giữ được bộ da lông màu đen nhưng bị mất đi màu đỏ và đôi khi được gọi là lợn Guinea đen. Những con lợn này rất phổ biến với những người nông dân khi chăn nuôi theo mô hình tự túc tự cấp, tự cung tự cấp, không chỉ thông qua khả năng ăn cỏ mà còn vì thói quen ăn cả những con rắn đã làm cho trang trại của nông dân trở nên an toàn cho trẻ em và gia súc, điều này làm cho chúng trở nên khá đặc biệt.
Giống lợn này không còn được ưa thích sau khoảng năm 1880, và trong một thời gian có nguy cơ bị mất hoàn toàn (mai một). Lợn Guinea đỏ không còn tồn tại và mối quan hệ chính xác của nó với lợn Guinea Hoa Kỳ và tỷ lệ của các giống khác trong nền di truyền của nó không rõ ràng. Tuy nhiên, có một mối liên hệ được thể hiện qua việc thỉnh thoảng sinh một con heo màu đỏ cho các con heo nái da đen gốc lợn đen Hoa Kỳ. Người ta ngờ rằng đã có một số lợn Guinea Hoa Kỳ khác biệt trong quá khứ. Vào năm 2005, Hiệp hội chăn nuôi lợn Guinea Hoa Kỳ đã được thành lập để đảm bảo sự tồn tại của nó. Con lợn Guinea cũng được lên chương trình Ark của Taste về các loại thực phẩm di sản có nguy cơ mai một.